# Kerenskioffensief
Het  Kerenskioffensief was een Russisch offensief aan het oostfront in de Eerste Wereldoorlog. De slag vond plaats in juli 1917 en werd uitgevochten tussen het Rusland en aan de andere kant het Duitse Keizerrijk en Oostenrijk-Hongarije. De naam komt van Aleksandr Kerenski de leider van de Voorlopige Regering in Rusland.

## Het offensief
Het offensief startte op 1 juli 1917 met een aanval van de Russische troepen op Oostenrijk-Hongaarse en Duitse troepen in Galicië, oprukkend richting Lviv. De Russische 7e, 8e en 11e Legers waren hierbij betrokken en vielen het Oostenrijk-Hongaarse/Duitse Zuidelijke Leger en het Oostenrijk-Hongaarse 3e en 7e Leger aan.
Na aanvankelijk succes werd het Russische leger tot een halt gebracht omdat de soldaten begonnen te muiten en weigerden te vechten. Het stortte volledig in op 16 juli. Op 18 juli voerden de Duitsers en Oostenrijk-Hongaaren een tegenaanval uit. De Russen boden weinig verzet en de centralen rukten op door Galicië en Oekraïne tot de Zbroetsj rivier.
De Russische linies werden doorbroken op 20 juli en tot aan 23 juli waren de Russen 240 kilometer teruggetrokken.

## Achteraf
De voorlopige Russische regering was ernstig verzwakt door deze militaire catastrofe, en het gevaar op een mogelijke staatsgreep van de bolsjewieken werd steeds groter. Het offensief bewees dat er geen moraal binnen het Russische leger meer was. Geen enkele Russische generaal kon er nog op vertrouwen dat de soldaten onder hem zijn orders opvolgden.
Er vond nog een laatste gevecht plaats tussen de Duitsers en de Russen in deze oorlog. Op 1 september 1917 vielen de Duitsers Riga aan en veroverden de stad. Hierbij hielden de Letse Schutters de Duitsers gedurende 26 uur tegen, waardoor het gedemoraliseerde 12e Russische Leger zich terug kon trekken uit Riga.